# Frederick Cook
Pour les articles homonymes, voir Cook.
Frederick Albert Cook, né dans les montagnes Catskill, dans l'État de New York, le 10 juin 1865 et mort à la Nouvelle-Rochelle (État de New York) le 5 août 1940, est un explorateur polaire américain.

## Biographie
À la mort de son père, la famille s'installe à New York, où Cook travaille très durement, à la fois pour subvenir aux besoins de sa famille et pour se payer des études de médecine. Il devient docteur en médecine de l'université de New York en 1889.

### Expéditions
En 1891, il fait partie de la North Greenland Expedition que commande l'Américain Robert Peary et dont le but est l'exploration du Groenland. Le caractère autoritaire de Peary et la personnalité de Cook, en qui Peary perçoit déjà un rival, ne facilitent pas leur relation.
En 1893, Cook organise sa propre expédition et fait armer à ses frais un navire, le Zeta. Il récidive l'année suivante à bord de la Miranda, qui manque de peu de connaître une issue fatale.
En 1897, recruté par Adrien de Gerlache, qui venait d'évincer le docteur Tacquin, pour l'expédition antarctique belge, il rejoint le 22 octobre 1897 la Belgica à l'escale de Rio de Janeiro. Il participe ainsi au premier hivernage en Antarctique et joue dans sa réussite un rôle considérable de par sa personnalité, son expérience des glaces et son statut de médecin. Il se lie également avec Roald Amundsen qui s'était engagé dans l'équipage, à qui il communique de nombreuses informations sur les raids polaires et le rôle des chiens, informations qui conduisent Amundsen à s'y initier et à les appliquer lors de la conquête du pôle Sud.

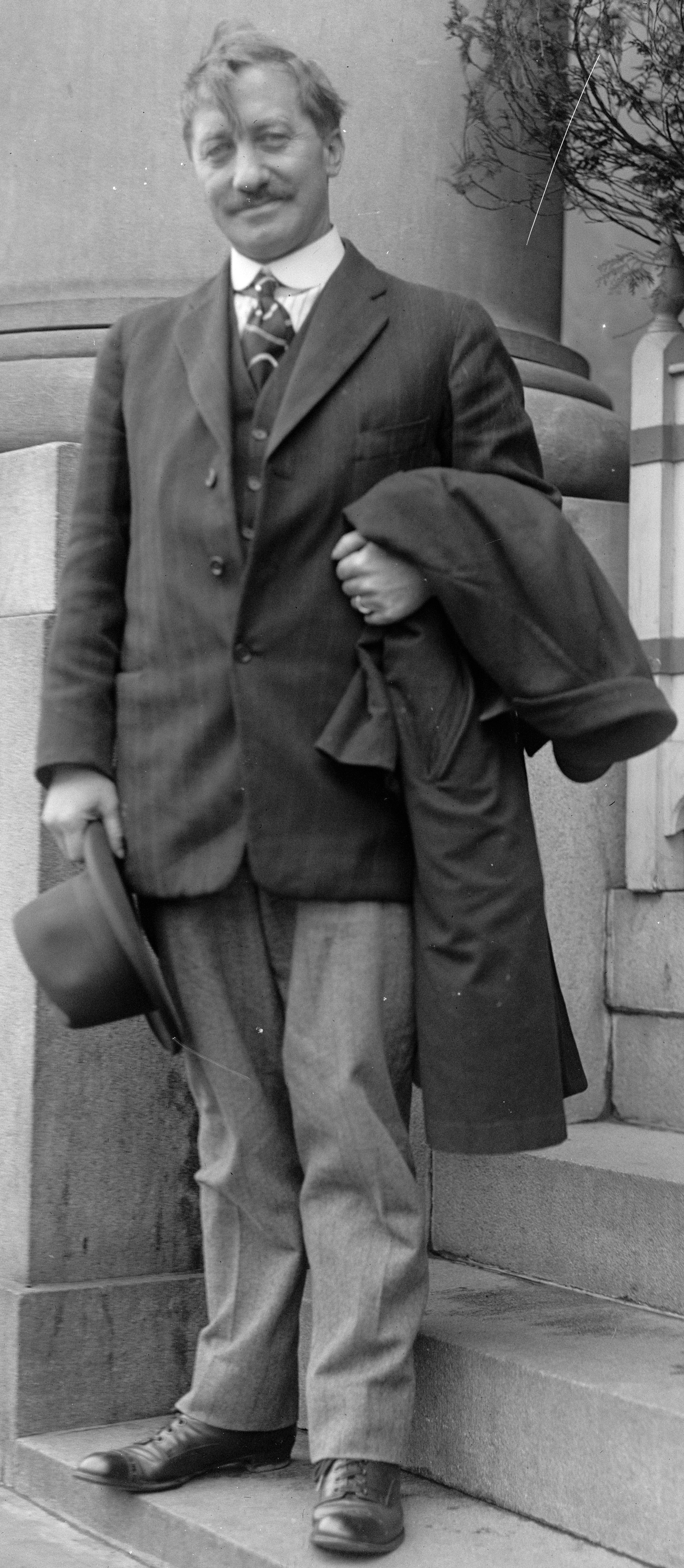
Frederick Cook en 1917.

Cook réalise également de nombreuses photographies de l'expédition. Ses photographies de la Belgica prise dans les glaces constituent des documents exceptionnels de l'histoire de la découverte du continent antarctique.
Rentré aux États-Unis, il se tourne brièvement vers l'alpinisme, où il commet des erreurs d'appréciation. Il revendique l'ascension du mont McKinley, mais il est confondu et accusé de mensonge. Cook revient alors à ce qui lui convient, les régions polaires, et monte en 1906 une expédition vers le pôle Nord, encore invaincu à l'époque, au départ d'Annoatok, à 920 miles du pôle. Il se montre visionnaire en montant une expédition ultra-légère de trois hommes, dont deux Inuits, avec deux traineaux de 400 kg et 26 chiens. Il déclare avoir atteint le pôle le 21 avril 1908. Contraint à l'hivernage, il rejoint sa base avec ses deux compagnons le 18 avril 1909.
L'explorateur et premier directeur du musée de la Science à Boston, Bradford Washburn  est un adversaire acharné de Cook et s'emploie à dénoncer ce qu'il considère comme une supercherie : il reprend les photos publiées dans le livre de Cook pour montrer que les légendes étaient fausses ; il retrouve les lieux où Cook a pris ses photos afin de reprendre les mêmes clichés et ainsi prouver que Cook aurait menti à propos des vrais emplacements géographiques.

### Polémique
Une polémique est née avec l'expédition de Peary, qui prétend avoir atteint le pôle quelques jours plus tôt, le 6 avril 1909. Le Congrès des États-Unis jugea l'affaire, et Peary fut déclaré vainqueur par 4 voix contre 3 par le Naval Affairs Subcommittee, le président déclarant à Peary : « Je crois en votre parole, mais vos preuves, je n'en sais rien. ».
Pour une escroquerie en 1923, il est condamné à 14 ans de prison et est finalement libéré en 1930. Il partage un temps sa cellule avec l'ancien haut fonctionnaire Charles R. Forbes. Il continuera jusqu'à sa mort à affirmer avoir atteint en premier le pôle.
Actuellement, la réussite de Peary, comme celle de Cook, est fortement contestée par les spécialistes. Il semblerait que les premiers hommes avérés au pôle nord soient Amundsen et Umberto Nobile à bord du dirigeable Norge, le 12 mai 1926, et surtout le Soviétique Ivan Papanine, qui s'y posa en avion le 21 mai 1937.
Le premier à l'avoir atteint par voie terrestre est Ralph Plaisted, à l'aide de motoneiges, en avril 1968. Le Britannique Wally Herbert est le premier homme à avoir atteint, sans contestations, le pôle nord à pied, avec des traîneaux à chiens, le 6 avril 1969.

### Sources et bibliographie
- François Angelier, Dictionnaire des voyageurs et explorateurs occidentaux, Pygmalion, 2011, p. 230-231